# Intercontinental Cup (honkbal)
De Intercontinental Cup is een honkbaltoernooi tussen bij de wereldhonkbalbond IBAF aangesloten landen. De eerste editie werd in 1973 in Italië gehouden, daarna werd het toernooi tot 1999 om de twee jaar gehouden.
Na 1999 werd het toernooi gehouden in 2002, 2006 en 2010. In 2010 werd het toernooi gehouden in Táijhong, Taiwan, maar de IBAF gaf al aan dat dit het laatste toernooi zou kunnen zijn.

## Resultaten
| Jaar | Gastland    |  | Goud             | Zilver           | Brons                  |
| ---- | ----------- |  | ---------------- | ---------------- | ---------------------- |
| 1973 | Italië      |  | Japan            | Puerto Rico      | Verenigde Staten       |
| 1975 | Canada      |  | Verenigde Staten | Japan            | Nicaragua              |
| 1977 | Nicaragua   |  | Zuid-Korea       | Verenigde Staten | Japan                  |
| 1979 | Cuba        |  | Cuba             | Japan            | Verenigde Staten       |
| 1981 | Canada      |  | Verenigde Staten | Cuba             | Dominicaanse Republiek |
| 1983 | België      |  | Cuba             | Verenigde Staten | Taiwan                 |
| 1985 | Canada      |  | Cuba             | Zuid-Korea       | Japan                  |
| 1987 | Cuba        |  | Cuba             | Verenigde Staten | Japan                  |
| 1989 | Puerto Rico |  | Cuba             | Japan            | Puerto Rico            |
| 1991 | Spanje      |  | Cuba             | Japan            | Nicaragua              |
| 1993 | Italië      |  | Cuba             | Verenigde Staten | Japan                  |
| 1995 | Cuba        |  | Cuba             | Japan            | Nicaragua              |
| 1997 | Spanje      |  | Japan            | Cuba             | Australië              |
| 1999 | Australië   |  | Australië        | Cuba             | Japan                  |
| 2002 | Cuba        |  | Cuba             | Zuid-Korea       | Dominicaanse Republiek |
| 2006 | Taiwan      |  | Cuba             | Nederland        | Taiwan                 |
| 2010 | Taiwan      |  | Cuba             | Nederland        | Italië                 |

## Medaillespiegel
| #  | Land                   | Goud | Zilver | Brons | Totaal |
| -- | ---------------------- | ---- | ------ | ----- | ------ |
| 1  | Cuba                   | 11   | 3      | 0     | 14     |
| 2  | Japan                  | 2    | 5      | 5     | 12     |
| 3  | Verenigde Staten       | 2    | 4      | 2     | 8      |
| 4  | Zuid-Korea             | 1    | 2      | 0     | 3      |
| 5  | Australië              | 1    | 0      | 1     | 2      |
| 6  | Nederland              | 0    | 2      | 0     | 2      |
| 7  | Puerto Rico            | 0    | 1      | 1     | 2      |
| 8  | Nicaragua              | 0    | 0      | 3     | 3      |
| 9  | Dominicaanse Republiek | 0    | 0      | 2     | 2      |
| 9  | Taiwan                 | 0    | 0      | 2     | 2      |
| 11 | Italië                 | 0    | 0      | 1     | 1      |

1973 · 1975 · 1977 · 1979 · 1981 · 1983 · 1985 · 1987 · 1989 · 1991 · 1993 · 1995 · 1997 · 1999 · 2002 · 2006 · 2010